# Robbe Ghys
Robbe Ghys (Hasselt, 11 gennaio 1997) è un pistard e ciclista su strada belga che corre per il team Alpecin-Deceuninck; professionista dal 2018, nello stesso anno ha vinto il titolo europeo di americana in coppia con Kenny De Ketele.

## Palmarès

### Strada
- 2014 (Juniores)

3ª tappa Ster van Zuid-Limburg (Buvingen > Borlo)
- 2015 (Juniores)

1ª tappa, 2ª semitappa Ster van Zuid-Limburg (Borlo > Borlo)
- 2016 (Lotto-Soudal U23, una vittoria)

Grand Prix Etienne De Wilde
- 2017 (Lotto-Soudal U23, due vittorie)

2ª tappa Ronde van Vlaams-Brabant (Leefdaal, cronometro)
4ª tappa Ronde van Oost-Vlaanderen (Maarkedal > Maarkedal)
- 2018 (Sport Vlaanderen-Baloise, una vittoria)

8ª tappa An Post Rás (Naas > Skerries)
- 2021 (Sport Vlaanderen-Baloise, una vittoria)

1ª tappa Giro del Belgio (Beveren > Maarkedal)

#### Altri successi
- 2014 (Juniores)

Classifica giovani Ster van Zuid-Limburg
Campionato Provinciale Limburg -B-, Cronometro Junior
- 2015 (Juniores)

Campionato Provinciale Limburg -B-, in linea Junior
Campionato Provinciale Limburg -B-, Cronometro Junior
- 2016 (Lotto-Soudal U23)

Criterium Ottergem
Criterium Deinze
Campionato Provinciale Limburg -B-, Cronometro Under-23
- 2017 (Lotto-Soudal U23)

Criterium Halen
- 2018 (Sport Vlaanderen-Baloise)

Classifica giovani An Post Rás

### Pista
- 2014 (Juniores)

Campionati belgi, Inseguimento individuale Junior
Campionati belgi, Inseguimento a squadre Junior (con Simon Claeys, Maxim Pirard e Maarten Stevens)
Campionati belgi, Velocità a squadre Junior (con Aidan Neirynck e Maarten Stevens)
Campionati belgi, Scratch Junior
Campionati belgi, Omnium Junior
Elewijt, Omnium Junior
- 2015 (Juniores)

Campionati belgi, Inseguimento individuale Junior
Campionati belgi, Chilometro Junior
Campionati belgi, Corsa a punti Junior
Campionati belgi, Americana Junior (con Gerben Thijssen)
Campionati belgi, Omnium Junior
- 2016

1ª prova Coppa del mondo 2016-2017, Scratch (Glasgow)
2ª prova Coppa del mondo 2016-2017, Americana (Apeldoorn, con Kenny De Ketele)
- 2017

Campionati belgi, Corsa a punti
Campionati europei, Americana Under-23 (con Lindsay De Vylder)
1ª prova Coppa del mondo 2017-2018, Scratch (Pruszków)
Trofeu Literio Augusto Marques, Americana (con Lindsay De Vylder)
- 2018

Belgian Track Meeting, Americana (con Lindsay De Vylder)
Dublin International, Corsa a punti
Dublin International, Americana (con Moreno De Pauw)
Dublin International, Omnium
Campionati belgi, Scratch
Campionati belgi, Americana (con Moreno De Pauw)
Campionati europei, Americana (con Kenny De Ketele)
- 2019

Sei giorni di Gand (con Kenny De Ketele)
- 2021

Sei giorni di Gand (con Kenny De Ketele)
- 2022

Campionati belgi, Corsa a punti
Sei giorni di Gand (con Lindsay De Vylder)
- 2023

Campionati belgi, Americana (con Lindsay De Vylder)
Sei giorni di Gand (con Lindsay De Vylder)
- 2024

Campionati belgi, Americana (con Lindsay De Vylder)
Coppa delle Nazioni, Americana (Milton, con Lindsay De Vylder)

## Piazzamenti

### Grandi Giri
- Tour de France

2024: 134°
- Vuelta a España

2023: non partito (13ª tappa)

### Classiche monumento
- Giro delle Fiandre

2022: 45º
- Liegi-Bastogne-Liegi

2020: ritirato

### Competizioni mondiali
- Campionati del mondo su pista

Seul 2014 - Inseguimento a squadre Junior: 10º
Seul 2014 - Omnium Junior: 10º
Seul 2014 - Americana Junior: 9º
Hong Kong 2017 - Inseguimento a squadre: 8º
Hong Kong 2017 - Scratch: 9º
Apeldoorn 2018 - Inseguimento a squadre: 12º
Apeldoorn 2018 - Scratch: 19º
Pruszków 2019 - Inseguimento a squadre: 9º
Pruszków 2019 - Americana: 3º
Berlino 2020 - Americana: 5º
Roubaix 2021 - Americana: 3º
Glasgow 2023 - Americana: 4º
- Campionati del mondo su strada

Richmond 2015 - In linea Junior: 49º
- Giochi olimpici

Tokyo 2020 - Americana: 4º

### Competizioni europee
- Campionati europei su pista

Anadia 2014 - Chilometro a cronometro Junior: 15º
Anadia 2014 - Omnium Junior: 9º
Atene 2015 - Inseguimento a squadre Junior: 11º
Atene 2015 - Omnium Junior: 4º
Atene 2015 - Americana Junior: 2º
Montichiari 2016 - Inseguimento a squadre Under-23: 7º
Montichiari 2016 - Scratch Under-23: 5º
Montichiari 2016 - Americana Under-23: 6º
Anadia 2017 - Inseguimento a squadre Under-23: 2º
Anadia 2017 - Americana Under-23: vincitore
Aigle 2018 - Scratch Under-23: 8º
Aigle 2018 - Omnium Under-23: non partito
Glasgow 2018 - Inseguimento a squadre: 7º
Glasgow 2018 - Omnium: 6º
Glasgow 2018 - Americana: vincitore
Gand 2019 - Inseguimento a squadre Under-23: 2º
Gand 2019 - Corsa a punti Under-23: 4º
Gand 2019 - Americana Under-23: 5º
Apeldoorn 2019 - Inseguimento a squadre: 7º
Monaco di Baviera 2022 - Corsa a punti: 2º
Monaco di Baviera 2022 - Americana: 3º
Grenchen 2023 - Corsa a punti: 4º
Grenchen 2023 - Americana: 5º
Apeldoorn 2024 - Corsa a punti: 14º
- Campionati europei su strada

Nyon 2014 - Cronometro Junior: 20º
Nyon 2014 - In linea Junior: 69º
Herning 2017 - In linea Under-23: 79º